# Всеиндийская федерация женщин-юристов
Всеиндийская федерация женщин-юристов (англ. All India Federation of Women Lawyers, AIFWL) — неправительственная организация в Южной Азии.
Федерация представляет собой объединение индийских женщин-юристов, она создана в 2007 году и является филиалом Международной федерации женщин-юристов (англ. International Federation of Women Lawyers, FIDA).

## Цели
Всеиндийская федерация женщин-юристов (AIFWL) занимается продвижением, защитой и поддержанием прав женщин и детей Индии. К таковым относятся гражданские, политические, экономические, социальные и культурные права. Федерация осуществляет эти цели путём создания и повышения общественной осведомлённости о правах, предусмотренных национальными законами, а также международных стандартах равенства, пропаганды и лоббирования посредством конференций и семинаров. Также федерация занимается налаживанием связей с другими неправительственными организациями и сотрудничает с правительственными структурами по мере возникновения необходимости.
Федерация провозглашает следующие цели:
1. Поддерживать Конституцию Индии и работать над сохранением верховенства закона.
2. Поддерживать независимость судебной власти и обеспечивать большую эффективность отправления правосудия.
3. Продвигать права и благополучие женщин и детей, особенно посредством законодательства, и помогать им в осуществлении своих прав.
4. Поддерживать, защищать и поддерживать статус, интересы, престиж, права, привилегии и достоинство женщин-юристов.
5. Содействовать исследованиям в области юриспруденции и сравнительного права.
6. Содействовать распространению знаний о различных странах и, в частности, о законах, касающихся женщин и детей.
7. Изучать и выражать мнение обо всех законодательных актах центрального правительства и штатов, в частности о тех, которые касаются или затрагивают права, привилегии и интересы женщин и детей.
8. Стремиться сделать доступ к правосудию менее дорогим.

## История
Федерация учреждена в 2007 году.
Федерация провела ряд конференций: Азиатскую конференцию женщин-юристов в Бангалоре в сентябре 2007 года с участием верховного судьи Индии Конаппакатила Гопинатана Балакришнана и верховного судьи штата Карнатака Сириака Джозефа.
Федерация совместно с Управлением национальной юридической службы организовала семинар по проблемам девочек 16 марта 2008 года. Так же прошли региональные конференции в Кочи в декабре 2009 года при участии президента Индии Пратибхи Девингх Патилы, в Хайдарабаде в январе 2011 года, в Ченнаи в январе 2012 года, в Мумбаи в декабре 2013 года, в Бангалоре в ноябре 2014 года, в Ахмадабаде в сентябре 2017 года, в Пенджабе в мае 2023 года.
28—29 сентября 2024 года Всеиндийская федерация женщин-юристов провела очередную общенациональную конференцию в Бангалоре. В рамках программы прошли спортивные мероприятия, фестиваль индийской культуры и презентации руководителей отделений федерации в штатах Индии.

## Руководители
Основательница Федерации — Шила Аниш (Sheela Anish), она же была избрана первым президентом федерации. По состоянию на 2012 год она является директором Международной федерации женщин-юристов. Среди других предыдущих президентов — В. Симандини, М. Бхаскаралакшми, К. Шантакумари, Ами Ягник и Индраяни Патани. Нынешний президент, Хемлата Махиши, является практикующим юристом. Многие бывшие президенты и другие должностные лица являются президентами женской ассоциации юристов в своих штатах Индии.